# Eugene S. Jones
Eugene S. Jones (* 1. August 1925 in Washington, D.C.; † 2. Oktober 2020 in Los Angeles, Kalifornien) war ein US-amerikanischer Journalist, Filmregisseur und -produzent.

## Leben
Jones gehörte dem United States Marine Corps an und wurde fünf Mal mit dem Purple Heart ausgezeichnet. Seinem aktiven Dienst folgend arbeitete Jones mehr als vier Jahrzehnte als Auslandskorrespondent und Fotograf auch in Krisen- und Kriegsgebieten. Gemeinsam mit seiner Frau Natalie R. Jones berichtete Jones aus diversen Ländern und produzierte mehrere von ihm auch inszenierte Dokumentationen. 1968 wurde A Face of War veröffentlicht, der im Vietnamkrieg entstand und dem 7th Marine Regiment folgte. Während der Dreharbeiten wurde Jones zwei Mal verletzt. In Uganda entstand ihr gemeinsamer Film Two Men of Karamoja, später in The Wild and the Brave umbenannt, für den sie bei der Oscarverleihung 1975 in der Kategorie Bester Dokumentarfilm für den Oscar nominiert wurden. Die Jones’ gelten als Pioniere des modernen Reality-Fernsehens. Jones starb im Alter von 95 Jahren in seinem Zuhause. Er überlebte seine 2014 verstorbene Frau.
1952 veröffentlichte Jones mit seinem Bruder das Buch Double Trouble. The Autobiography of the Jones Twins. Für seine Kandidatur als US-Präsident engagierte Richard Nixon Jones, der mit E.S.J. Production eine eigene Produktionsfirma betrieb, als Regisseur und Produzent für seine Fernsehkampagne. Zuletzt drehte Jones 1980 den Spielfilm Weiße Hölle.

## Filmografie (Auswahl)
- 1968: A Face of War
- 1974: The Wild and the Brave
- 1980: Weiße Hölle (High Ice)